# بمب منطقی
بمب منطقی، قطعه‌ای کد است که عمداً دریک سیستم نرم‌افزاری درج شده‌است که به هنگام وقوع شرایط مشخص عملیات مخربی را اجرا می‌نماید. به عنوان مثال، یک برنامه‌نویس ممکن است قطعه‌ای کد را که شروع به حذف فایل‌ها می‌کند را پنهان کند.
نرم‌افزاری است که ذاتاً مخرب است مانند ویروس‌ها و کرم‌ها، و اغلب شامل بمب‌های منطقی که (payload) معینی را در یک زمان از پیش تعریف شده یا شرایط معین دیگری که به وقوع بپیوندد اجرا می‌کند. این تکنیک می‌تواند برای یک ویروس یا کرم برای رسیدن به شتاب و گسترش پیش از شناسایی استفاده می‌شود. بسیاری از ویروس‌ها، به سیستم‌های میزبان خود در تاریخ‌های مشخص حمله می‌کنند، مانند کرم مشهوری به نام اورشلیم که تنها اگر جمعه مصادف با ۱۳ام ماه آوریل قرار می‌گرفت عمل مخرب را به انجام می‌رساند. تروجان‌ها نیز که اغلب به نام «بمب زمانی» نامیده می‌شوند هم در تاریخ خاصی فعال می‌شوند.
به منظور به اجرا درآوردن یک بمب منطقی، (payload) باید به‌طور ناخواسته و ناشناخته برای کاربر نرم‌افزار در نظر گرفته شود. به عنوان مثال، برنامه‌های آزمایشی با کد که قابلیت‌های خاصی از آن‌ها پس از زمان تعیین شده غیرفعال می‌شوند به عنوان بمب‌های منطقی در نظر گرفته نمی‌شوند. بیشتر هکرها با استفاده از بمب‌های منطقی سیستم عامل قربانیان خود را حذف یا به آنها آسیب وارد می‌کنند.

## بمب منطقی درخط لوله ترانس سیبری
در سال ۱۹۸۲ درخط لوله ترانس سیبری حادثه‌ای رخ داده‌است که علت آن بمب منطقی گزارش شده‌است. (بعد از آن گزارش شده‌است که این داستان ممکن است جعلی باشد.). کارگزار شرکت (KGB) ادعا کرده بود که برنامه‌های سیستم کنترل و نرم‌افزار آن از یک شرکت کانادایی که برای استفاده در خط لوله سیبری بوده دزدیده شده‌است. سیا (CIA) ظاهراً اسناد محرمانهٔ موجود در پرونده تودیع آنان را به دست آورده و دریافته بود که این شرکت با استفاده از یک بمب منطقی در این برنامه اهداف خرابکارانه‌ای داشتند. در نهایت آن به "غیر هسته‌ای‌ترین انفجار و آتش که تا به حال از فضا دیده می‌شود " منجر شد.

## اقداماتی به استفاده از بمب منطقی
- در فوریه سال ۲۰۰۰، تونی زاتونگ (Tony Xiaotong)، متهم به ایجاد یک بمب منطقی در طول اشتغال خود به عنوان یک برنامه‌نویس در مورگان شد. بمب کاشته شده در سال ۱۹۹۶، برای تاریخ بیستم ژوئیه سال ۲۰۰۰طراحی شده بود، اما توسط سایر برنامه نویسان شرکت کشف شد. گفته شده که حذف کردن و پاک کردن بمب چندین ماه طول کشیده‌است.[۳]
- در ۲ اکتبر سال ۲۰۰۳ یونگ سان لین، که به عنوان اندی لین شناخته می‌شود، کد موجود بر روی سرور شرکت راه حل‌های بهداشتی مدسو را تغییر داده‌است. چمنزار نمایشگاه شرکت نیوجرسی، جایی که او به عنوان یک مدیر یونیکس کار می‌کرد، بمبی منطقی ایجاد شده بود که تنظیم شده بود که در روز تولد خودش در سال ۲۰۰۴ از بین برود. به علت یک خطای برنامه‌نویسی با شکست روبه رو شد، سپس لین به تصحیح خطا و تنظیم مجدد آن برای روز تولد سال آیندهٔ خود پرداخت، اما چند ماه پیش از اجرای آن توسط مدیر سیستم‌های کامپیوتری مدسو کشف و غیرفعال شد. لین گناهکار شناخته شد و در زندان فدرال به ۳۰ ماه حبس به علاوه ۸۱/۲۰۰ دلار محکوم گردید. اینگونه جرم‌ها درآمریکا حداکثر به مدت۱۰ سال و جریمه نقدی ۲۵۰/۰۰۰ دلاربرگزار می‌شود.[۴][۵]
- در ماه ژوئن سال ۲۰۰۶ راجردرونیو(Duronio)، مدیر ناراضی شرکت (UBS)، با انگیزهٔ تخریب شبکه‌های کامپیوتری شرکت از بمب منطقی استفاده کرد تا با تقلب و کلاهبرداری سرمایهٔ شرکت را از بین ببرد.[۶][۷][۸] پس از شناسایی او محکوم به ۸ سال و ۱ ماه حبس، و همچنین پرداخت ۳/۱ میلیون دلار غرامت شد.[۹]
- در ۲۹ اکتبر سال ۲۰۰۸، یک بمب منطقی در فانی مه آمریکا کشف شد. گفته می‌شود که این بمب توسط راندریش (Rajendrasinh Babubhai Makwana)، یک شهروند هندی و پیمانکار فناوری اطلاعات (IT) شاغل درفانی مه اوربانا، طراحی شده بود. بمب در ۳۱ ژانویه ۲۰۰۹ فعال شد و می‌توانست همه ۴۰۰۰ سرور را پاک کند. (Makwana) در تاریخ ۲۴ اکتبر ۲۰۰۸ موفق به کاشت بمب قبل از دسترسی به شبکه شد. (Makwana) در دادگاه مریلند در تاریخ ۲۷ ژانویه، ۲۰۰۹ برای دسترسی به کامپیوتر غیرمجاز تحت تعقیب است.[۱۰][۱۱] وی در ۴ اکتبر ۲۰۱۰ مجرم شناخته و محکوم به ۴۱ ماه حبس در زندان شد.[۱۲]
- در اکتبر ۲۰۰۹، داگلاس (Duchak)از شغل خود به عنوان تحلیلگر داده‌ها در (TSA) کلرادو اسپرینگز مرکز عملیات (CSOC) مشغول به کار شد. دوربین‌های نظارت بر تصاویر از (Duchak) ورود به این تأسیسات پس از ساعت بارگذاری یک بمب منطقی بر روی یک سرور (CSOC) که داده‌های ذخیره شده از مارشال ایالات متحده‌است تصویربرداری کرده‌اند. در ژانویه ۲۰۱۱،(Duchak) به دو سال حبس و پرداخت ۶۰/۵۸۷ دلار جریمه نقدی محکوم شده‌است.